# 青木市兵衛
青木 市兵衛（あおき いちべえ、明和元年（1764年） - 天保6年（1835年）7月26日）は、江戸時代後期の新田開発者。屋号は大黒屋。

## 経歴・人物
伯耆国河村郡片柴村に生まれる。京都で土木技術を学んだ後、水車による灌漑法を郷里に伝える。文化9年（1812年）より18年の歳月を費やし天神川支流から同郡東・西小鹿村へ用水路を引き、新田を拓いた。